# Escuela Americana de Estudios Clásicos de Atenas

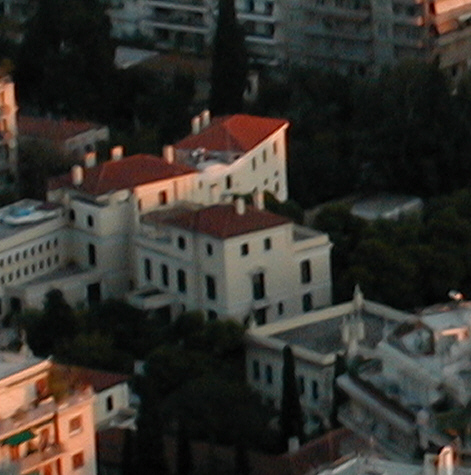
Sede del ASCSA vista desde el Monte Licabeto.

La Escuela Americana de Estudios Clásicos de Atenas o American School of Classical Studies at Athens (ASCSA) (en griego: Αμερικανική Σχολή Κλασικών Σπουδών στην Αθήνα) es uno de los diecisiete institutos arqueológicos extranjeros de la ciudad de Atenas, Grecia. 

## Información general
El ASCSA fue el tercer instituto arqueológico extranjero que se fundó en Grecia (en 1881); hoy día está afiliado a 168 universidades de América del Norte. La misión del mismo es la promoción y facilitación de becas a estudiantes estadounidenses en todos los ámbitos de los estudios griegos. Sus actividades hacia este objetivo incluyen un curso anual de introducción a la historia griega y la arqueología dirigido a estudiantes de postgrado de EE. UU., así como un extenso programa de seminarios y conferencias, y la organización de múltiples proyectos arqueológicos (ver más abajo).

## Recursos y servicios
Entre las instalaciones del ASCSA se cuentan la Biblioteca Blegen (que, con 94.000 volúmenes, es una de las principales bibliotecas arqueológicas del mundo), la Biblioteca Gennadios (dedicada a la historia griega moderna, en la actualidad alberga más de 116.000 volúmenes), y el laboratorio Wiener, especializado en arqueometría. Estos recursos hacen al ASCSA uno de los centros de estudios helénicos más importantes a nivel internacional.

## Trabajo de campo arqueológico
Actualidad

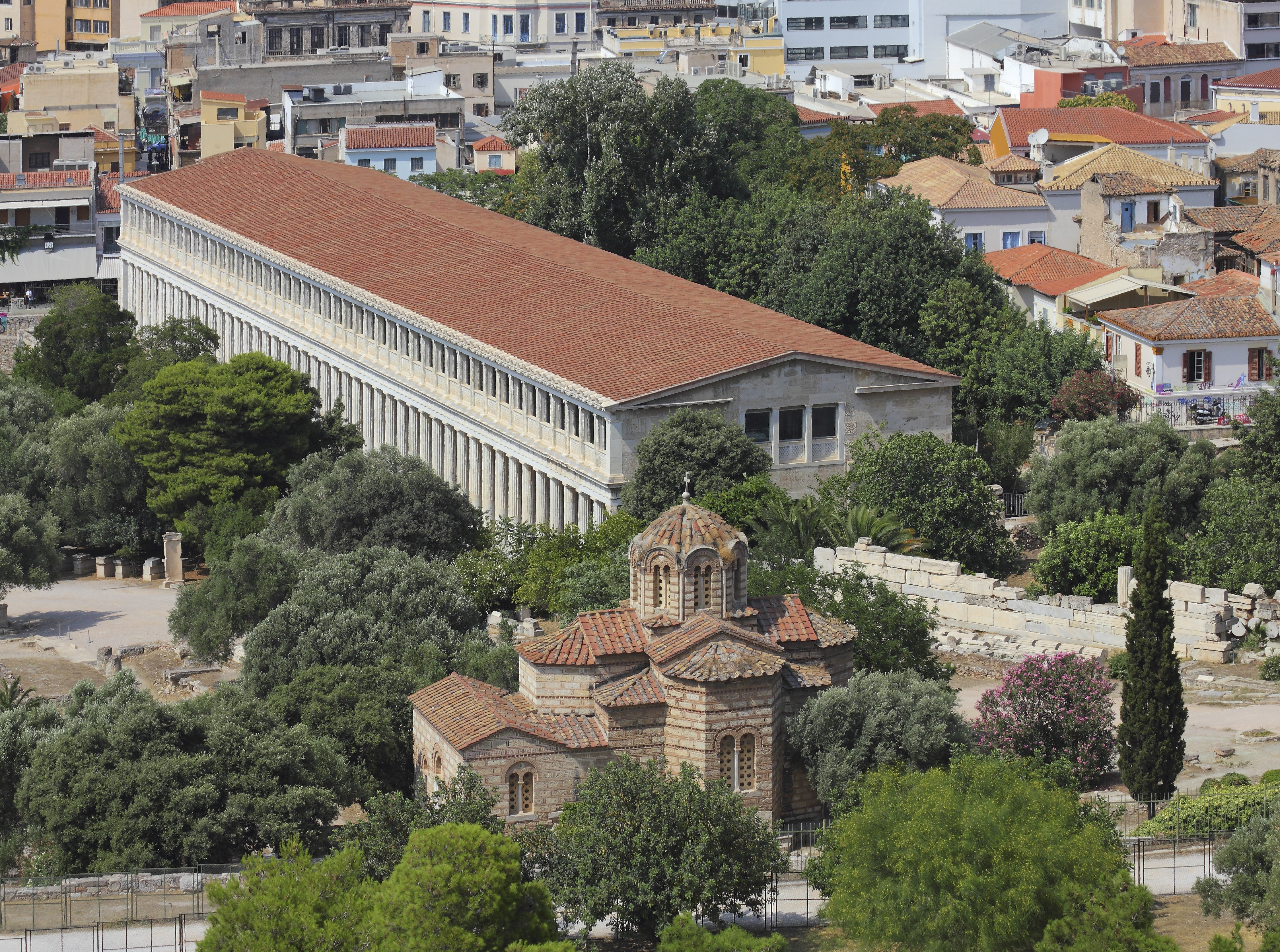
Los hallazgos de las excavaciones del ASCSA en el ágora de Atenas se muestran en la reconstruida Stoa de Átalo.

En el decurso de su existencia, el ASCSA ha participado en un gran número de proyectos arqueológicos, así como en un importante programa de publicaciones de igual índole. Es responsable de dos de los sitios arqueológicos más importantes de Grecia, el ágora de Atenas y la antigua Corinto. En ambos sitios, el ASCSA administra museos e instalaciones dedicadas al estudio de los objetos excavados. 
Pasado
Otros proyectos arqueológicos con la participación del ASCSA incluyen inspecciones en la Argólida del Sur, en Mesenia y en Vrokastro (Creta) y excavaciones en Olinto (Macedonia griega), Samotracia (norte del mar Egeo), el islote de Mitrou (Grecia central), Halai (Ftiótide), el istmo de Corinto, Céncreas, Nemea, Sición (todos ellos en Corintia), Lerna, Argos, la cueva Franchthi y Halias (Argólida), el Palacio de Néstor (Pilos), Hagia Irene, así como Mochlos, Gurnia, Kavusi y Kommos, en Creta.